# Dragana Đermanović
Dragana Đermanović, rođena 29. aprila 1981. godine, internacionalna je strateškinja, blogerka i predavačica iz oblasti poslovne primene interneta. 

## Biografija
Predsednica je Bee Premium Grupe (BPG) i suosnivačica BeeShaper startap-a. Savetnica je za strateško online komuniciranje i istraživačica u oblasti primene internet komunikacijskih platformi u poslovanju. Magistrirala je na Fakultetu tehničkih nauka u Novom Sadu (Odsek za Industrijsko inženjerstvo i mendžment), gde trenutno priprema i odbranu doktorske disertacije.
Dragana je bila i počasna članica žirija za dodelu prestižnih SocialMedia Awards ispred Evropske asocijacije za odnose s javnošću i istraživanje (EUPRERA) i Euroblog asocijacije. Članica je žirija za dodelu ICT nagrada za Evropu u Luksemburgu, kao i počasna ambasadorka WebIT saveta internet praktičara Jugoistočne Evrope. 
Udata je i majka Jovane i Nikoline.

## Priznanja
Proglašena je za „Ženu decenije u oblasti društvenih mreža i liderstva” na međunarodnom Ženskom ekonomskom forumu koji je od 8. do 13. maja 2017. godine održan u Nju Delhiju.
Listirana je za jednu od TOP 100 preduzetnica Evrope u nemačkom magazinu The Hundert, a tu listu preneo je i čuveni američki poslovni magazin Forbs. Pripalo joj je najznačajnije priznanje za žensko preduzetništvo u Srbiji – „Cvet uspeha za ženu zmaja 2016”, koje dodeljuje Udruženje poslovnih žena Srbije. Na Svetskom ženskom ekonomskom forumu u Indiji (WEF17), Dragana je proglašena za „Ženu decenije u oblasti društvenih mreža i liderstva“ i tako ponela najprestižnije svetsko priznanje u svojoj oblasti.

## Spoljašnje veze
- Званични веб-сајт